# 北方龍占麗魚
北方龍占麗魚，為輻鰭魚綱鱸形目隆頭魚亞目慈鯛科的其中一種，分布於非洲馬拉威湖流域，棲息深度約92公尺，體長可達20.2公分，棲息在沿岸岩石水域，生活習性不明。

## 擴展閱讀
維基物種上的相關：北方龍占麗魚